# Dead Ringer (album)
Dead Ringer je druhé studiové album amerického rockového zpěváka Meat Loafa. Vyšlo 4. září 1981 prostřednictvím společnosti Epic Records. Autorem všech písní na albu je, stejně jako na předchozí desce Bat Out of Hell z roku 1977, americký skladatel Jim Steinman. Oproti předchozímu albu se Dead Ringer nesetkalo s takovým prodejním úspěchem, bodovalo převážně ve Spojeném království, kde se umístilo na předních příčkách v tamních hitparádách. Na titulní písni se jako host podílela zpěvačka Cher.

## Seznam skladeb
Všechny skladby napsal(i) Jim Steinman. 
| Strana A | Strana A                          | Strana A |
| Pořadí   | Název                             | Délka    |
| -------- | --------------------------------- | -------- |
| 1.       | Peel Out (feat. Leslie Aday)      | 6:30     |
| 2.       | I'm Gonna Love Her for Both of Us | 7:09     |
| 3.       | More than You Deserve             | 7:02     |

| Strana B       | Strana B                                   | Strana B |
| Pořadí         | Název                                      | Délka    |
| -------------- | ------------------------------------------ | -------- |
| 4.             | I'll Kill You if You Don't Come Back       | 6:24     |
| 5.             | Read 'Em and Weep                          | 5:25     |
| 6.             | Nocturnal Pleasure (Monologue by Steinman) | 0:38     |
| 7.             | Dead Ringer for Love (Duet with Cher)      | 4:21     |
| 8.             | Everything Is Permitted                    | 4:41     |
| Celková délka: | Celková délka:                             | 42:10    |

## Obsazení
- Meat Loaf – zpěv

Ostatní
- Davey Johnstone – kytara
- Mick Ronson – kytara
- Joe DeAngelis – akustická kytara
- Steve Buslowe – basová kytara
- Roy Bittan – piano, klávesy
- Nicky Hopkins – piano
- Larry Fast – syntezátor
- Lou Del Gatto, Tom Malone, Lou Marini, Alan Rubin – rohy
- Max Weinberg – bicí
- Liberty DeVitto – bicí
- Jimmy Maelen – perkuse
- Leslie Aday – ženský zpěv
- Jim Steinman – proslov
- Cher – ženský zpěv
- Rhonda Coullet, Rory Dodd, Ted Neeley, Allan Nicholls, Eric Troyer – zpěv